# Lophopterys occidentalis
Lophopterys occidentalis är en tvåhjärtbladig växtart som beskrevs av W.R.Anderson och C.Davis. Lophopterys occidentalis ingår i släktet Lophopterys och familjen Malpighiaceae. Inga underarter finns listade i Catalogue of Life.